# 公路殺機
《公路殺機》（英語：Big Sky）是一部美國刑偵調查類型的電視劇，改編自C·J·鮑克斯於2013年出版的小說《高速公路》（The Highway）。劇集由大衛·E·凱利開創，凱莉·邦布瑞、瑞恩·菲利普和凱薩琳·溫妮克領銜主演。劇集於2020年11月17日在ABC首播。

## 劇情
私家偵探凱西·杜威爾與退役女警珍妮·霍伊特聯手搜尋在美國蒙大拿州高速公路上被卡車司機綁架的一對姊妹，她們很快意識到這個案件不是個例，需要趕在兇手再次向其他女子下手之前阻止她。

## 演員與角色

### 主要角色
- 凱薩琳·溫妮克 飾演 珍妮·霍伊特（Jenny Hoyt）
- 凱莉·邦布瑞（英语：Kylie Bunbury） 飾演 凱西·杜威爾（Cassie Dewell）
- 布萊恩·格拉格提 飾演 羅納德·佩格曼（Ronald Pergman）
- 薇勒莉·瑪哈菲（英语：Valerie Mahaffey） 飾演 海倫·佩格曼（Helen Pergman）
- 黛蒂·菲佛（英语：Dedee Pfeiffer） 飾演 丹妮絲·布里斯班（Denise Brisbane）
- 娜塔莉·艾琳·林德 飾演 丹妮爾·沙利文（Danielle Sullivan）
- 傑西·詹姆斯·凱托（英语：Jesse James Keitel） 飾演 傑里·肯尼迪（Jerrie Kennedy）
- 潔德·佩蒂約翰 飾演 格蕾絲·沙利文（Grace Sullivan）
- 約翰·卡羅·林區 瑞克·萊加斯基（Rick Legarski）
- 瑞恩·菲利普 飾演 寇迪·霍伊特（Cody Hoyt）
- 詹森·羅斯·艾克爾斯 飾演  鮑·艾倫（Beau Arlen）

### 常設角色
- 布魯克·史密斯（英语：Brooke Smith (actress)） 飾演 瑪麗莉·萊加斯基（Merrilee Legarski）

## 集數
| 集數 | 標題 | 譯名     | 導演               | 編劇                       | 上線日期       | 製作 代碼 | 美國收視人數 （百萬） |
| ---- | ---- | -------- | ------------------ | -------------------------- | -------------- | --------- | --------------------- |
| 1    |      | 試播集   | 保羅·麥格根        | 大衛·E·凱利                | 2020年11月17日 | 1DHW01    | 4.15                  |
| 2    |      | 無處可逃 | 保羅·麥格根        | 大衛·E·凱利                | 2020年11月24日 | 1DHW02    | 4.46                  |
| 3    |      | 待公佈   | 格溫妮絲·霍德-佩頓 | 大衛·E·凱利＆喬納森·夏皮羅 | 2020年12月1日  | 1DHW03    | 4.13                  |
| 4    |      | 待公佈   | 格溫妮絲·霍德-佩頓 | 安娜卡特·查佩爾＆馬修·汀克 | 2020年12月8日  | 1DHW04    | 3.51                  |
| 5    |      | 待公佈   | 珍妮佛·林區        | 喬納森·夏皮羅              | 2020年12月15日 | 1DHW05    | 3.96                  |
| 6    |      | 待公佈   | 馬克·唐代拉伊      | 瑪麗亞·斯登                | 2021年1月26日  | 1DHW06    | 3.84                  |
| 7    |      | 待公佈   | 珍妮佛·林區        | 安娜卡特·查佩爾＆馬修·汀克 | 2021年2月2日   | 1DHW07    | 3.66                  |
| 8    |      | 待公佈   | 哈內爾·卡普帕      | 莫雷尼克·巴洛根            | 2021年2月9日   | 1DHW08    | 3.65                  |
| 9    |      | 待公佈   | 邁克爾·戈伊        | 喬納森·夏皮羅              | 2021年2月16日  | 待公佈    | 待定                  |

## 製作

### 開發
2020年1月，大衛·E·凱利宣佈將C·J·鮑克斯於2013年出版的小說作品《高速公路》（The Highway）改編為電視劇，ABC給予該劇整季預訂。製作公司包括大衛·E·凱利製作公司、A+E工作室和第二十電視公司，大衛·E·凱利、羅斯·菲曼（Ross Fineman）、C·J·鮑克斯、馬修·格羅斯（Matthew Gross）和保羅·麥格根擔當執行製作人。2020年6月17日，ABC宣佈劇集定於週二晚間播出。

### 選角
2020年2月，約翰·卡羅·林區、黛蒂·菲佛、瑞恩·菲利普和凱薩琳·溫妮克確定出演主要角色。3月，布萊恩·格拉格提、凱莉·邦布瑞、娜塔莉·艾琳·林德和傑西·詹姆斯·凱托加入劇組。6月24日，潔德·佩蒂約翰確定出演劇集。8月6日，薇勒莉·瑪哈菲加入主演陣容。10月8日，布魯克·史密斯確定出演常設角色。

### 拍攝
第一季的主體拍攝於2020年8月27日在加拿大英屬哥倫比亞省的匹特草原開機，計劃於2021年1月13日殺青。劇集原計劃在美國新墨西哥州的阿布奎基和內華達州的拉斯維加斯拍攝，受2019冠狀病毒病疫情影響，劇組於2020年7月移至溫哥華拍攝。9月下旬，為等待劇組演職人員的新冠測試結果，劇組短暫停止拍攝。

## 迴響

### 評價
在影視匯總點評網站爛番茄上，《天空市兇案》獲得65%的新鮮度，6.76/10分（17位劇評人）。《天空市兇案》在Metacritic網站上得到「混合或中等評價」，獲得了57/100分（10位劇評人）。

### 收視
| 序 | 標題                | 播出日期       | 收視率 （18–49歲） | 收視率變化 （%） | 收視人数 （百萬） | 收視人数變化 （%） | DVR收視率 （18–49歲） | DVR收視人数 （百萬） | 總收視率 （18–49歲） | 總收視人数 （百萬） |
| -- | ------------------- | -------------- | ------------------ | ---------------- | ----------------- | ------------------ | --------------------- | -------------------- | -------------------- | ------------------- |
| 1  | 試播集              | 2020年11月17日 | 0.7                | 不適用           | 4.152             | 不適用             | 0.8                   | 4.56                 | 1.5                  | 8.71                |
| 2  | 無處可逃            | 2020年11月24日 | 0.7                | ━                | 4.462             | +7.47▲             | 0.7                   | 4.00                 | 1.4                  | 8.46                |
| 3  | The Big Rick        | 2020年12月1日  | 0.7                | ━                | 4.131             | −7.42▼             | 0.6                   | 3.85                 | 1.3                  | 7.98                |
| 4  | Unfinished Business | 2020年12月8日  | 0.6                | −14.29▼          | 3.513             | −14.96▼            | 待定                  | 待定                 | 待定                 | 待定                |
| 5  | A Good Day to Die   | 2020年12月15日 | 0.6                | ━                | 3.957             | +12.64▲            | 待定                  | 待定                 | 待定                 | 待定                |

## 發行

### 市場營銷
2020年9月9日，ABC釋出先行預告短片。

### 電視播出
劇集於2020年11月17日在ABC首播，在加拿大的CTV與美國同步播出。

## 資料來源
1. ↑  Andreeva, Nellie. . Deadline Hollywood. 2020-05-21  [2020-05-25]. （原始内容存档于2021-01-04） （美国英语）.
2. 1 2  Metcalf, Mitch. . Showbuzz Daily. 2020-11-18  [2020-11-18]. （原始内容存档于2020-12-02） （美国英语）.
3. 1 2  Metcalf, Mitch. . Showbuzz Daily. 2020-11-25  [2020-11-25]. （原始内容存档于2020-12-04） （美国英语）.
4. 1 2  Metcalf, Mitch. . Showbuzz Daily. 2020-12-03  [2020-12-03]. （原始内容存档于2020-12-03） （美国英语）.
5. 1 2  Metcalf, Mitch. . Showbuzz Daily. 2020-12-09  [2020-12-09]. （原始内容存档于2021-01-25） （美国英语）.
6. 1 2  Metcalf, Mitch. . Showbuzz Daily. 2020-12-16  [2020-12-16]. （原始内容存档于2020-12-16） （美国英语）.
7. ↑  Metcalf, Mitch. . Showbuzz Daily. 2021-01-27  [2021-01-27]. （原始内容存档于2021-02-04） （美国英语）.
8. ↑  Metcalf, Mitch. . Showbuzz Daily. 2021-02-03  [2021-02-03]. （原始内容存档于2021-02-06） （美国英语）.
9. ↑  Metcalf, Mitch. . Showbuzz Daily. 2021-02-10  [2021-02-10]. （原始内容存档于2021-02-19） （美国英语）.
10. 1 2  Andreeva, Nellie. . Deadline Hollywood. 2020-01-30  [2020-04-26]. （原始内容存档于2020-11-16） （美国英语）.
11. ↑  Andreeva, Nellie. . Deadline Hollywood. 2020-06-17  [2020-06-17]. （原始内容存档于2020-11-16） （美国英语）.
12. ↑  Andreeva, Nellie. . Deadline Hollywood. 2020-02-12  [2020-04-26]. （原始内容存档于2020-11-16） （美国英语）.
13. ↑  Andreeva, Nellie. . Deadline Hollywood. 2020-02-14  [2020-04-26]. （原始内容存档于2020-11-16） （美国英语）.
14. ↑  Andreeva, Nellie. . Deadline Hollywood. 2020-02-26  [2020-04-26]. （原始内容存档于2020-02-26） （美国英语）.
15. ↑  Andreeva, Nellie. . Deadline Hollywood. 2020-02-27  [2020-04-26]. （原始内容存档于2020-11-16） （美国英语）.
16. ↑  Andreeva, Nellie. . Deadline Hollywood. 2020-03-02  [2020-04-26]. （原始内容存档于2020-11-16） （美国英语）.
17. ↑  Andreeva, Nellie. . Deadline Hollywood. 2020-03-03  [2020-04-26]. （原始内容存档于2020-11-16） （美国英语）.
18. ↑  Petski, Denise. . Deadline Hollywood. 2020-03-10  [2020-04-26]. （原始内容存档于2020-11-16） （美国英语）.
19. ↑  Petski, Denise. . Deadline Hollywood. 2020-03-10  [2020-04-26]. （原始内容存档于2020-11-16） （美国英语）.
20. ↑  Petski, Denise. . Deadline Hollywood. 2020-06-24  [2020-06-24]. （原始内容存档于2020-11-16） （美国英语）.
21. ↑  Petski, Denise. . Deadline Hollywood. 2020-08-06  [2020-08-06]. （原始内容存档于2020-11-16） （美国英语）.
22. ↑  Del Rosario, Alexandra. . Deadline Hollywood. 2020-10-08  [2020-10-08]. （原始内容存档于2020-11-16） （美国英语）.
23. ↑   (PDF). Directors Guild of Canada. 2020-08-21  [2020-08-21]. （原始内容存档 (PDF)于2020-08-21） （美国英语）.
24. ↑  Vlessing, Etan. . The Hollywood Reporter. 2020-07-13  [2020-10-21]. （原始内容存档于2020-11-16） （美国英语）.
25. ↑  Andreeva, Nellie. . Deadline Hollywood. 2020-09-29  [2020-10-21]. （原始内容存档于2020-09-30） （美国英语）.
26. ↑  Andreeva, Nellie. . Deadline Hollywood. 2020-09-30  [2020-10-21]. （原始内容存档于2020-11-16） （美国英语）.
27. ↑  . Rotten Tomatoes.   [2020-11-19]. （原始内容存档于2021-02-16） （美国英语）.
28. ↑  . Metacritic.   [2020-11-17]. （原始内容存档于2021-02-10） （美国英语）.
29. ↑  . TV Series Finale. 2020-11-19  [2020-11-19] （美国英语）.
30. ↑  . TV Series Finale. 2020-11-19  [2020-11-19] （美国英语）.
31. ↑  Pucci, Douglas. . Programming Insider. 2020-11-28  [2020-11-28]. （原始内容存档于2021-01-20） （美国英语）.
32. ↑  Porter, Rick. . Programming Insider. 2020-12-20  [2020-12-20]. （原始内容存档于2021-01-27） （美国英语）.
33. ↑  Pucci, Douglas. . Programming Insider. 2020-12-20  [2020-12-20]. （原始内容存档于2021-01-27） （美国英语）.
34. ↑  . ABC. 2020-09-09  [2020-09-12]. （原始内容存档于2020-11-16） –YouTube （美国英语）.
35. ↑  Andreeva, Nellie. . Deadline Hollywood. 2020-09-17  [2020-09-17]. （原始内容存档于2020-11-16） （美国英语）.
36. ↑  . 2020-09-17  [2020-09-12]. （原始内容存档于2020-11-16） （美国英语）.

## 外部連結
- 官方网站
- 互联网电影数据库（IMDb）上《Big Sky》的资料（英文）